# Paraense Transportes Aéreos
A Paraense Transportes Aéreos foi uma companhia aérea brasileira, fundada em 1952, e encerrou suas operações em 1970.

## Histórico
Com sede em Belém, a companhia iniciou suas atividades com um Catalina PBY-52, e em 1957 passou a operar linhas para o sul do país, com a aquisição de aeronaves Curtiss C-46C. 
A empresa ficou conhecida pela pouca segurança. Entre 1957 e 1958 foram adquiridos 8 C-46, mas até o final de 1965, houve 8 acidentes. 
Em 1967, a Paraense recebeu 8 Fairchild Hiller FH-227B, que eram os Fokker F-27 fabricados sob licença nos Estados Unidos, que foram batizados de Hirondelle. 
Porém, após um ano de uso, algumas aeronaves estavam fora de serviços por falta de peças, e em 1970 a frota foi reduzida para duas aeronaves. 
Em 29 de maio de 1970 o governo cancelou a autorização de funcionamento da Paraense, se apropriando dos aviões que ainda restavam, e os repassando para a Varig.  

## Frota

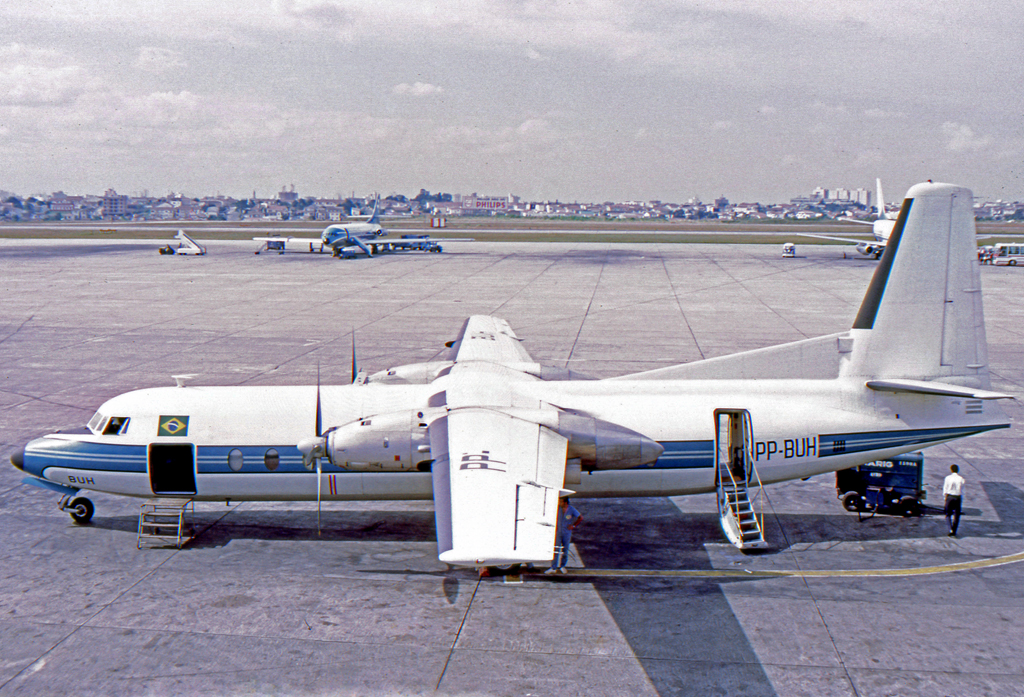
Fairchild Hiller FH-227. A Paraense chegou a ter 6 aeronaves, das quais uma perdida no acidente com o voo 903. Após o fechamento da empresa, suas aeronaves foram repassadas à Varig, como o PP-BUH da foto.

Nos 18 anos de história da empresa, foram operadas as seguintes aeronaves: 
| Aeronave                  | Total | Passageiros (Primeira Classe/Executiva/Econômica) | Rotas        | Notas                               |
| ------------------------- | ----- | ------------------------------------------------- | ------------ | ----------------------------------- |
| Consolidated PBY Catalina | 3     | ??                                                | Rotas locais | 1952-1959 (1 perdido em 1954)       |
| Curtiss C-46 Commando     | 19    | ??                                                | Rotas locais | 1957-1970 (9 perdidos em acidentes) |
| Douglas DC-4              | 5     | ??                                                | Rotas locais | 1962-1970 (2 perdidos em acidentes) |
| Douglas DC-3              | 2     | ??                                                | Rotas locais | 1962-1970 (1 perdido em acidente)   |
| Fairchild Hiller FH-227   | 6     | ??                                                | Rotas locais | 1967-1970 (1 perdido em acidente)   |
| Total de aeronaves        | 35    |                                                   |              |                                     |